# Rinorea brachythrix
Rinorea brachythrix är en violväxtart som beskrevs av Sidney Fay Blake. Rinorea brachythrix ingår i släktet Rinorea och familjen violväxter. Inga underarter finns listade i Catalogue of Life.